# Фленги, Лоран
Лора́н Фленги́ (фр. Laurent Flenghi) — французский кёрлингист.
В составе мужской команды Франции участник чемпионата мира 1993 и чемпионата Европы 1990.
На национальном уровне выступал за команды от кёрлинг-клуба Club des sports de Megève (Межев).
Играл на позиции первого.

## Команды
| Сезон   | Четвёртый     | Третий          | Второй            | Первый       | Запасной                             | Турниры            |
| ------- | ------------- | --------------- | ----------------- | ------------ | ------------------------------------ | ------------------ |
| 1990—91 | Тьерри Мерсье | Даниэль Козетто | Лионель Турнье    | Лоран Фленги | Жоэль Индерган                       | ЧЕ 1990 (6 место)  |
| 1992—93 | Клод Фейж     | Жан Анри Дюкро  | Даниэль Морателли | Лоран Фленги | Жоэль Индерган тренер: Тьерри Мерсье | ЧМ 1993 (10 место) |

(скипы выделены полужирным шрифтом)